# 高雲寺 (京都市)

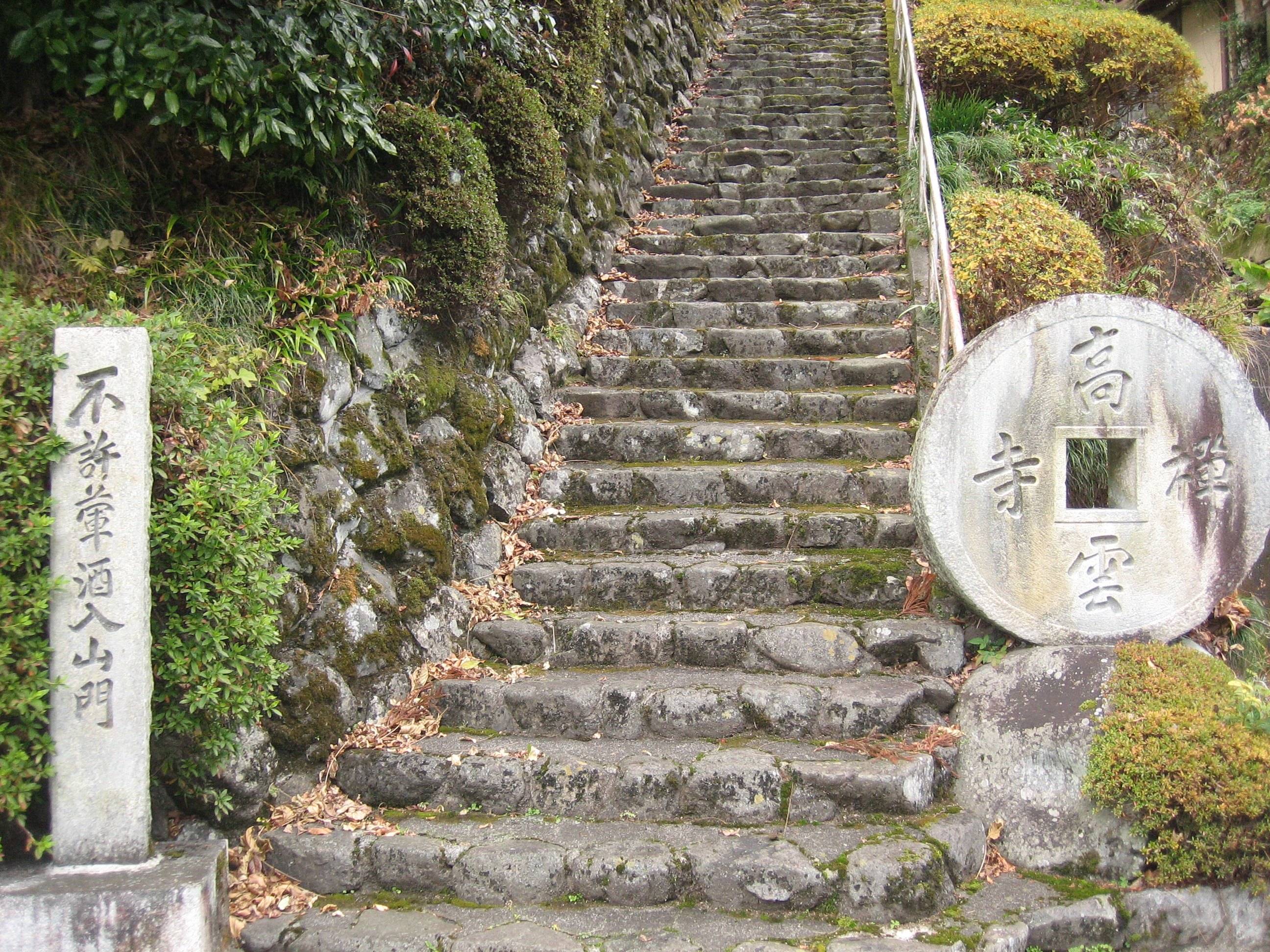
高雲寺門前

高雲寺（こううんじ）は、京都市北区雲ケ畑中畑町にある臨済宗永源寺派の寺院である。山号は「九龍山」（くりゅうざん）。

## 歴史

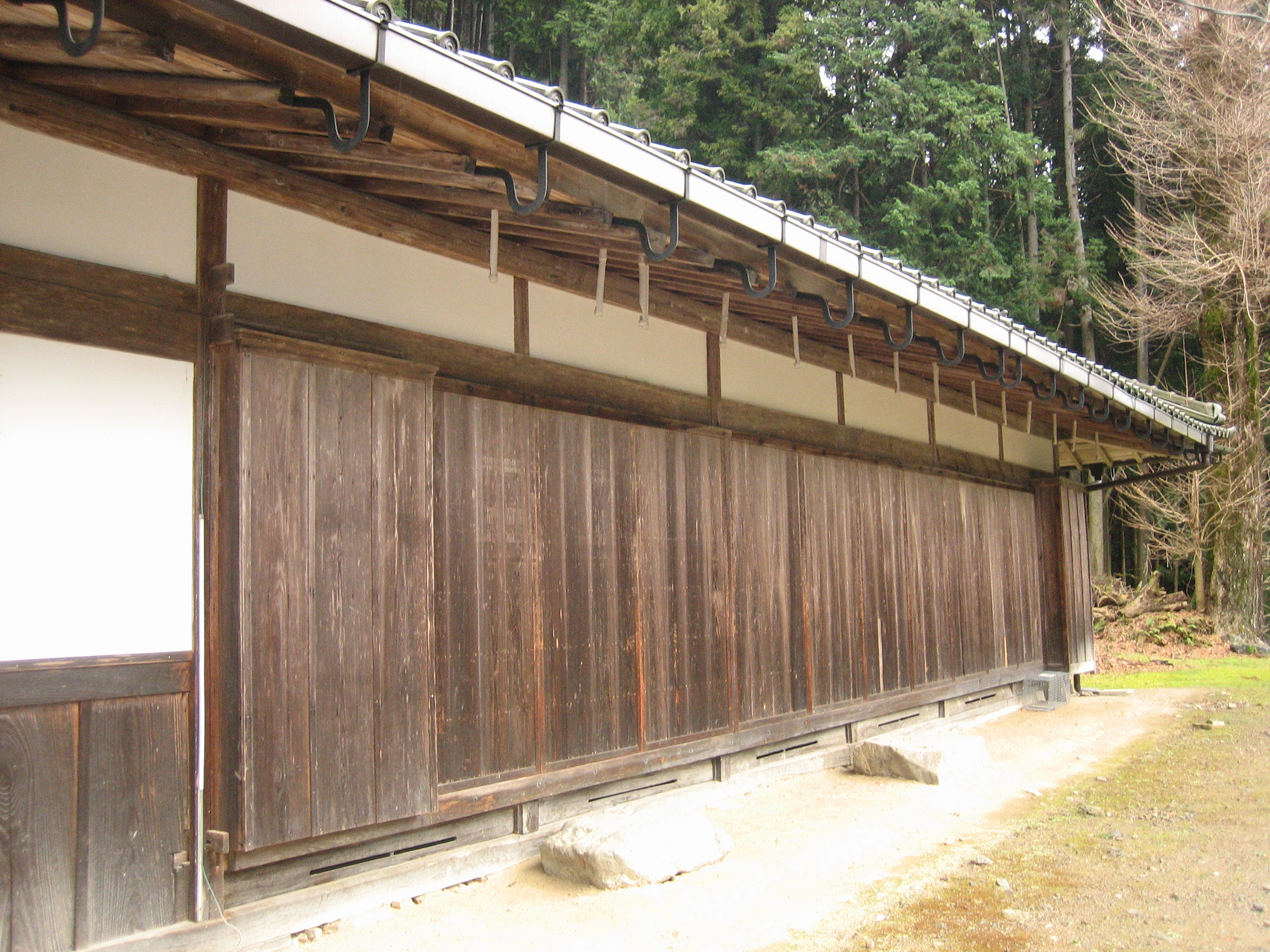
本堂

文徳天皇の第一皇子であった惟喬親王（これたかしんのう）は、皇位争いに敗れて平安京を去り、郊外の山中に隠棲するとともに、転々とした。その晩年の隠棲地の一つである「高雲御所」（「小野宮御所」ともいう）を、869年（貞観11年）に親王が落飾（出家）した際に寺院にしたと伝えられる。
当初は真言宗寺院として栄え、里人が集まって謡曲『田村』を奉納したり、寺に棺桶を近づけないなどの風習があったとされる。文政年間に近江国永源寺の末寺となり、臨済宗に転じた。

## 文化財
- 大般若経 六百巻 （惟喬親王が書写したものといわれ、「惟高般若」とも称される）
- 大般若経説相図 （これを拝むとすぐに病が治ったと伝わる）
- 薬師如来像、山越如来像 （いずれも貞観時代の作とされる）

## 雲ケ畑松上げ
毎年8月24日の午後8時頃に、雲ケ畑出谷町（福蔵院境内）と中畑町（当寺境内）の2か所で行われる。
約4ｍ四方の櫓を組んで、たいまつを文字の形に取付けて、点火するものである。もとは惟喬親王を慰めるための行事であったが、今は火除けと五穀豊穣を祈願する愛宕信仰の献火行事として行われている。文字は毎年異なり、準備一切を任される若中会（16歳から35歳までの地元住民で構成される会）を除き、点火されるまで、どの文字に選ばれるかは秘密にされている。
1983年（昭和58年）に、京都市の無形民俗文化財に登録された。

## 所在地
京都市北区雲ケ畑中畑町190

### 交通アクセス
- 雲ケ畑バス「高雲寺前」下車すぐ　※1日2往復のみ

## 関連事項
久多
京都市左京区最北部に位置する集落の一つ、久多宮の町に「松上げ」の風習が残る。